# Свети Димитър (Ксехасмени)
Вижте пояснителната страница за други значения на Свети Димитър.
„Свети Димитър“ (на гръцки: Αγίου Δημητρίου) е възрожденска православна църква в берското село Ксехасмени, Егейска Македония, Гърция, разположена до едноименната нова църква.
Храмът е трикорабна базилика с дървен покрив с женска църква и трем от западната и южната страна. Според надписа на южната стена, църквата е построена в 1756 година. Стенописите в църквата са от три различни периода, като основната част е от 1810 година, когато храмът е обновен при митрополит Неофит според надписа на южната стена. Вътре на изток в олтарното пространство и апсидата има стенописи от края на XVIII - началото на XIX век. На дървения резбован таван над иконостаса е изписан Христос Вседържител с херувими, датиран 1876. Иконостасът е в неокласически стил и повечето от иконите му са от XIX век. Отличават се три царски икони - на Свети Георги, Свети Димитър и Светите Врачи с релефна флорална декорация и сребърни обкови, както и иконата на Христос Вседържител от 1890 година, дело на берски зограф Константинос Г. Хадзинотас.
На 22 септември 1994 година църквата е обявена за защитен паметник.